# 明治生命館 (初代)
明治生命館（めいじせいめいかん）は、かつて日本の東京都千代田区丸の内にあった建築物である。旧三菱第2号館。

## 沿革
丸の内地区地所の払い下げを受けた三菱合資会社では1892年（明治25年）6月、同地所における最初の貸事務所建築として第1号館（三菱一号館）の建設に着手したが、それに続く第2号館の建設を、主に保険会社の用に供するものとして、東京府東京市麹町区八重洲町1-1（後の麹町区丸ノ内2-16）の地所において同年12月着手し、1895年（明治28年）7月18日竣功させた。
上述の趣旨通り、当初は東京海上火災保険会社、明治火災海上保険会社、明治生命保険会社がこれを本社と成し、同社は1915年（大正4年）7月31日をもって三菱よりこの地所・建物を買収した。1918年（大正7年）東京海上は東京・丸の内に東京海上ビルディングを建設したので退去して、以後は明治生命保険会社による単独使用となる運びとなったが、業務の膨張とともに狭隘を告げるに至ったので会社は隣接地所への増築を計画した。
然るに、会社はその設計を委嘱した岡田信一郎の意思をふまえて一体とした敷地に一建築を建てることとし、1930年（昭和5年）5月これを取り壊した。そして1934年（昭和9年）、跡地において明治生命館の建築が成された。

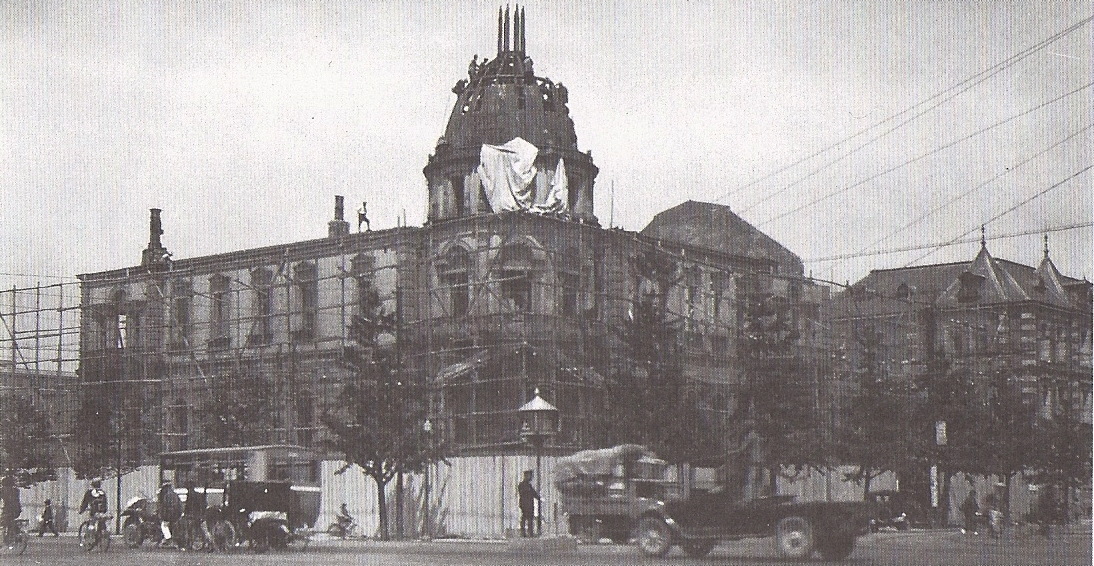
取り壊し工事の景

## 建築概要
設計はジョサイア・コンドルと曽禰達蔵がこれにあたった。